# Yleclipse
Yleclipse è una band progressive nata a Cagliari nel 1998.
La band ha partecipato a due progetti-tributo promossi e pubblicati dalla Mellow Records di Sanremo:
- Higher & Higher, a tribute to the Moody Blues, Mellow Records - MMP 481 a/b/c - 2006 (con la cover di "I'm just a singer in a rock'n'roll band")
- Recital for a Season's end, a tribute to Marillion, Mellow Records - MMP 507 a/b/c - 2010 (con la cover di "Market square heroes").

Tra le poche esibizioni live sono degne di nota la partecipazione alla Progvention organizzata da "Radio Popolare" nel 2003 al Bloom di Mezzago (MI), nella quale hanno condiviso il palco con i Deus ex Machina ed i Malibran, e nel 2009 il festival "In Progress One" (Sestu - CA). 
Alla stessa edizione di quest'ultima rassegna hanno partecipato i Van der Graaf Generator (UK) e gli italiani Mangala Vallis.

## Discografia
- Eclisse - Mercury and Sulfurus, 2000
- Prime Substance, 2003
- Opus, 2006
- Trails of ambergris, 2008
- Songs from the crackling Atanor, 2012

## Formazione
- Alessio Guerriero; chitarre, voce
- Andrea Picciau; tastiere
- Andrea Iddas; basso
- Federico Bacco; batteria e percussioni